# 17e régiment d'infanterie « comte Barfuß » (4e régiment d'infanterie westphalien)
Pour les articles homonymes, voir 17e régiment.
Le 17e régiment d'infanterie « comte Barfuß » (4e régiment d'infanterie westphalien) est une unité d'infanterie de l'armée prussienne.

## Histoire
Le régiment est créé le 1er juillet 1813 (jour de la fondation) à partir du 3e bataillon de mousquetaires et des 1er et 2e bataillons de réserve du 5e régiment de grenadiers en tant que 5e régiment de réserve (celui-ci a absorbé les restes de l'ancien 4e régiment d'infanterie (de)). Trois bataillons (à partir de 1815, bataillon de fusiliers) sont créés ; en 1813 encore, l'un d'entre eux est formé à partir du 3e bataillon de fusiliers de réserve lituanien et réparti entre les autres ; ils sont réunis à Potsdam.
Le 12 décembre 1813, le régiment est dissous et recréé le 25 mars 1815 sous le nom de 17e régiment d'infanterie. En 1859, il y a d'importantes cessions (également d'officiers) au 57e régiment d'infanterie. Le 27 septembre 1866, les 13e, 14e et 15e compagnies sont cédées au 86e régiment de fusiliers (de) et le 1er avril 1881, la 12e compagnie au 130e régiment d'infanterie.
Le 1er avril 1887, un 4e bataillon est formé à partir de la 10e compagnie du 74e régiment d'infanterie (de), de lea 6e compagnie du 78e régiment d'infanterie, de la 6e compagnie du 91e régiment d'infanterie (de) et de la 7e compagnie formée par le 73e régiment de fusiliers. Ce 4e bataillon est transféré au 143e régiment d'infanterie le 1er avril 1890 et un nouveau (demi-)bataillon IV est créé le 2 octobre 1893. Ce 4e bataillon est transféré au 173e régiment d'infanterie le 1er avril 1897.
En 1889, l'empereur Guillaume II donne à un régiment fondé en 1813 le nom honorifique de "comte Barfuß (de)", qu'il a porté jusqu'à sa dissolution après la Première Guerre mondiale.

### Garnisons
- 1815 : Münster, Minden
- 1816 : Schweidnitz, Cosel, Glatz
- 1817 : Trèves, Sarrelouis
- 1820 : Düsseldorf, Wesel
- 1838 : Wesel
- 1851 : Cologne, Düsseldorf
- 1856 : Wessel
- 1866 : Hanovre, Harbourg, Nienburg
- 1866 : Celle, Lunebourg
- 1871 : Mulhouse, à côté (1871) Guebwiller, (1872–1874) Neuf-Brisach
- 1890 : Sarreguemines, Forbach
- 1893 : Morhange, (2e et 3e bataillons jusqu'en 1894 à Forbach)

### Dénomination
- À partir du 1er juillet 1813 : 5e régiment d'infanterie de réserve
- à partir du 25 mars 1815 : 17e régiment d'infanterie
- à partir du 5 novembre 1816 : 17e régiment d'infanterie (4e régiment d'infanterie westphalien)
- à partir du 10 mars 1823 : 17e régiment d'infanterie
- à partir du 4 juillet 1860 : 17e régiment d'infanterie (4e régiment d'infanterie westphalien)
- à partir du 24 janvier 1889 : 17e régiment d'infanterie « comte Barfuß » (4e régiment d'infanterie westphalien)

### Engagements
Le régiment participe aux guerres napoléoniennes en 1813/14 : le siège de Wittemberg (de) (1813/14), l'encerclement de Wesel en 1813, la prise de Zutphen en 1813, la prise d'Arnhem (de) en 1813 et le siège de Soissons en 1814. Au cours de la Révolution de Mars, le régiment participe à la prise de la ville en mai 1849 après la répression du soulèvement d'Iserlohn (de) en 1848/49 et pendant la Révolution de Bade, entre autres, aux batailles de Waghäusel et Durlach.
Pendant la guerre austro-prussienne, le régiment combat à la bataille de Münchengrätz et à la bataille de Sadowa. Dans la guerre franco-prussienne, les théâtres de guerre impliquant le régiment sont la bataille de Saint-Privat, le siège de Metz, la bataille de Bellevue et la bataille d'Orléans.

#### Première Guerre mondiale
Le 31 juillet 1914, le régiment se mobilise à l'occasion de la Première Guerre mondiale. Outre le régiment partant en campagne, il a mis sur pied un bataillon de réserve de quatre compagnies ainsi que deux dépôts de recrues. Le 24 septembre 1918, le régiment reçoit sa propre compagnie de lanceurs de mines, formée à partir de parties de la 42e compagnie de lance-mines.

#### Après-guerre

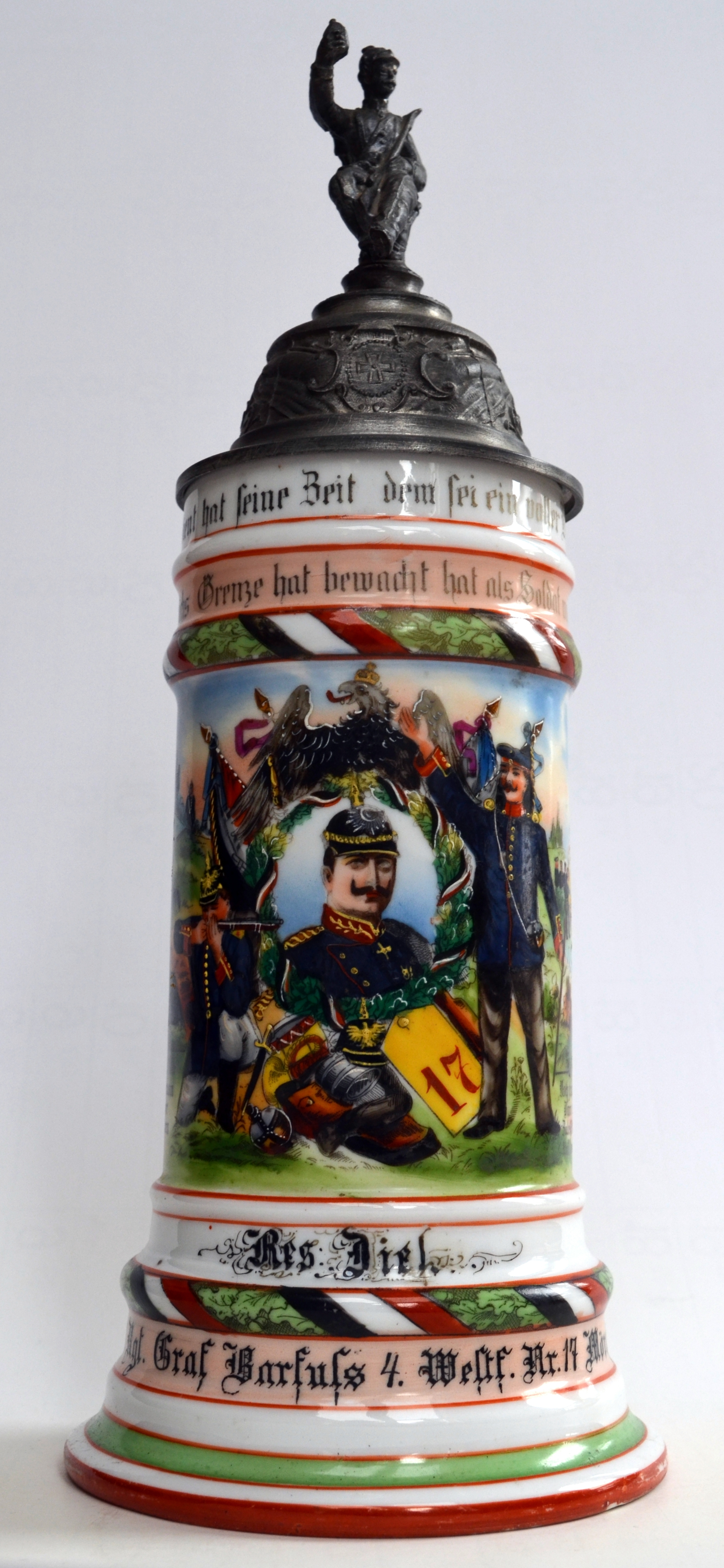
(de 1907) appartenant à un membre du régiment.

Après la fin de la guerre, l'état-major du régiment et le 1er bataillon sont d'abord démobilisés à Weilbourg à partir du 6 décembre 1918, le 2e bataillon à Löhnberg. La démobilisation se poursuit à partir du 29 décembre 1919 à Ronneburg et s'achève fin janvier 1919. Le régiment est ensuite dissous le 15 avril 1919.
Le 18 décembre 1918, une section de gardes-frontières volontaires se forme à partir de parties démobilisées sous le commandement du Major Stobbe, qui passe plus tard à la 2e brigade de fusiliers, ainsi qu'une compagnie de volontaires du 17e régiment d'infanterie. Avec la formation de la Reichswehr provisoire, la section de gardes-frontières est absorbée par le 8e régiment d'infanterie de la Reichswehr et la compagnie de volontaires par la 4e brigade de la Reichswehr.
Dans la Reichswehr, la tradition est reprise par un décret du 24 août 1921 du chef de la direction de l'armée, le général d'infanterie Hans von Seeckt, par la 1re compagnie du 18e régiment d'infanterie à Paderborn.

## Chefs de régiment
Le 23 octobre 1843, le roi Frédéric-Guillaume IV nomme le grand-duc Louis III de Hesse au poste de chef de régiment. Après la mort de ce dernier, ce poste est vacant du 14 juin 1877 jusqu'à la nomination du grand-duc Ernest-Louis comme nouveau chef de régiment le 16 juin 1913.

## Commandants
| Grade                 | Nom                                              | Date                                                         |
| --------------------- | ------------------------------------------------ | ------------------------------------------------------------ |
| Oberstleutnant/Oberst | Hans Karl Adam von Gagern (de)                   | 1er juillet 1813 au 27 novembre 1829                         |
| Oberstleutnant/Oberst | Heinrich von Holleben                            | 28 novembre 1829 au 29 mars 1836                             |
| Oberst                | Alexander von Klüchzner                          | 30 mars 1836 au 15 juin 1838                                 |
| Oberstleutnant/Oberst | Friedrich von Notz                               | 16 juin 1838 au 8 mars 1843                                  |
| Oberst                | Friedrich Wilhelm Malotki von Trzebiatowski (de) | 9 mars 1843 au 1er novembre 1844                             |
| Oberst                | Karl Wilhelm Bonsac (de)                         | 2 novembre 1844 au 1er janvier 1849                          |
| Oberstleutnant/Oberst | Ludwig von Nolte (de)                            | 2 janvier 1849 au 27 avril 1854                              |
| Oberstleutnant/Oberst | Bogislaw von Ciesielski (de)                     | 4 mai 1854 au 6 mai 1857                                     |
| Oberstleutnant/Oberst | Albert von Klaß (de)                             | 7 mai 1857 au 30 juin 1860                                   |
| Oberstleutnant/Oberst | August von Dewitz                                | 1er juillet 1860 au 12 juin 1865                             |
| Oberstleutnant/Oberst | Georg von Wedell (de)                            | 13 juin 1865 au 2 avril 1866                                 |
| Oberstleutnant/Oberst | Hugo von Kottwitz                                | 3 avril 1866 au 15 juillet 1870                              |
| Oberstleutnant/Oberst | Franz von Ehrenberg                              | 16 juillet 1870 au 10 novembre 1871                          |
| Oberstleutnant        | Anton von Massow                                 | 11 novembre 1871 au 17 janvier 1872 (chargé de la direction) |
| Oberst                | Anton von Massow                                 | 18 janvier 1872 au 21 septembre 1877                         |
| Oberstleutnant/Oberst | Friedrich von Vogel (de)                         | 22 septembre 1877 au 16 octobre 1878                         |
| Oberst                | Hermann von Vietinghoff                          | 17 octobre 1878 au 14 avril 1884                             |
| Oberst                | Richard von Otto                                 | 15 avril 1884 au 16 juin 1887                                |
| Oberst                | Viktor von Aigner                                | 17 juillet 1887 au 11 août 1890                              |
| Oberst                | Karl von Funck (de)                              | 12 août 1890 au 23 février 1894                              |
| Oberst                | Karl von Rodewald (de)                           | 17 mars au 13 mai 1894                                       |
| Oberst                | Karl von Rodewald                                | 14 mai 1894 au 16 avril 1897                                 |
| Oberst                | Clamor von Trotha                                | 17 avril 1897 au 10 février 1900                             |
| Oberst                | Karl von Weise                                   | 17 février 1900 au 17 avril 1903                             |
| Oberst                | Walther Schultze-Klosterfelde                    | 18 avril 1903 au 15 mars 1905                                |
| Oberst                | Ernst Stocker                                    | 16 mars 1905 au 9 avril 1906                                 |
| Würt. Oberst          | Karl von Göz                                     | 10 avril 1906 au 23 mars 1909                                |
| Oberst                | Maximilian Zipper                                | 24 mars 1909 au 21 avril 1912                                |
| Oberst                | Eggert von Estorff                               | 22 avril 1912 au 28 septembre 1914                           |
| Oberstleutnant/Oberst | Eduard von Kaweczynski                           | 29 septembre 1914 au 23 juillet 1919                         |
| Major                 | Otto Stobbe                                      | 24 juillet 1918 au 19 janvier 1919                           |
| Oberst                | Karl Hermann Lockemann                           | 20 janvier au 14 avril 1919                                  |